# Cícero Dantas Martins (1897-1981)
Cícero Dantas Martins (Bahia, 29 de janeiro de 1897 – Salvador, 16 de junho de 1981) foi um médico e político brasileiro.
Filho de João da Costa Pinto Dantas, deputado federal de 1903 a 1905 e de 1935 a 1937, e de Ana Adelaide Ribeiro dos Santos Dantas. Seu avô paterno, Cícero Dantas Martins, foi barão de Jeremoabo e deputado federal de 1869 a 1875 e em 1878. Seu irmão, João da Costa Pinto Dantas Júnior, foi deputado estadual entre 1921 e 1922, constituinte em 1946, secretário da fazenda no governo de Otávio Mangabeira (1947-1950) e deputado federal de 1950 a 1959.
Graduado pela Faculdade de Medicina da Universidade da Bahia em 1919, eleito deputado à Assembleia Legislativa baiana, na qual permaneceu de 1923 a 1930, quando a vitória do movimento revolucionário de outubro suspendeu o funcionamento das câmaras legislativas do país. Após o fim do Estado Novo em 1945, voltou à política, elegendo-se novamente deputado estadual em 1947 pela União Democrática Nacional (UDN). Sucessivamente reeleito em 1950 e em 1954, permaneceu na Assembleia estadual até 1959. Candidato a deputado federal nas eleições de outubro de 1962, obteve a quarta suplência pela Aliança Democrática Trabalhista Cristã da Bahia, assumindo o mandato no início da legislatura, em 1 de fevereiro de 1963.
Em conseqüência da extinção dos partidos políticos pelo Ato Institucional nº. 2 (27/10/1965), e da posterior instauração do bipartidarismo, filiou-se à Aliança Renovadora Nacional (Arena), partido de sustentação ao regime militar instalado no país em abril de 1964. Por esta legenda concorreu à reeleição no pleito de novembro de 1966, obtendo a terceira suplência mas sendo reconduzido à Câmara novamente no início da legislatura, em fevereiro de 1967.
No pleito de novembro de 1970, elegeu-se suplente do senador Heitor Dias Pereira, da ARENA baiana.  Deixou a Câmara em janeiro de 1971, não chegando a ser convocado para o Senado.
Faleceu em Salvador no dia 16 de junho de 1981.
Era casado com Leonor Bahia Dantas (filha de Amado Bahia) com quem teve dois filhos e no segundo matrimônio com Elza Correia Dantas. Seu sobrinho, João Carlos Tourinho Dantas, foi deputado federal pela Bahia de 1963 a 1975, e seu sobrinho-neto Sérgio Tourinho Dantas foi deputado federal, também pela Bahia, entre 1992 e 1995.
Seus irmãos Annibal da Costa Pinto Dantas e Arthur da Costa Pinto Dantas foram prefeitos de Itapicuru.
Seu outro irmão Antônio da Costa Pinto Dantas foi prefeito de Esplanada e Ituberá.
E seu irmão José da Costa Pinto Dantas foi prefeito de Belmonte. 
O seu cunhado José Guimarães (filho de Wenceslau Guimarães) foi deputado estadual e federal também pela Bahia, os quais foram contemporâneos na Assembleia Legislativa da Bahia e Câmara Federal. 
Seu filho Dr. Cícero Bahia Dantas foi procurador do Estado e advogado do Esporte Clube Bahia por mais de 40 anos, cuja sede administrativa leva o seu nome. 